# Vịnh Aqaba
Vịnh Aqaba (tiếng Ả Rập: خليج العقبة; phiên âm: Khalyj al-'Aqabah) là một vịnh lớn nằm ở mũi phía bắc của Biển Đỏ.

## Địa lý
Vịnh nằm ở phía đông của bán đảo Sinai và phía tây của lục địa Ả Rập. Vịnh này và vịnh Suez là hai vịnh kéo dài từ phần phía bắc của Biển Đỏ, Vịnh Aqaba ở phía đông của vịnh Suez. Ai Cập, Palestine, Jordan và Ả Rập Xê Út tất cả đều có đường bờ biển trên Vùng Vịnh. Vịnh đạt đến một độ sâu tối đa 1.850 mét (6.070 ft) trong lưu vực trung tâm của nó (Vịnh Suez là rộng hơn đáng kể nhưng ít hơn 100 m (330 ft) sâu).
Vịnh Aqaba dài 24 km (15 mi) tại điểm rộng nhất của nó và trải dài khoảng 160 km (100 mi) về phía bắc eo biển Tiran đối với một điểm mà các biên giới của Palestine đáp ứng các biên giới của Ai Cập và Jordan.

### Các thành phố và tầm quan trọng trong thương mại
Ở cuối phía bắc của Vịnh ba thành phố quan trọng: Taba ở Ai Cập, Umm al-Rashrash của Israel, và Aqaba ở Jordan. Tất cả ba thành phố phục vụ cả hai như là thương cảng chiến lược quan trọng và là điểm đến khu nghỉ mát phổ biến cho khách du lịch tìm kiếm để tận hưởng khí hậu ấm áp của khu vực. Về phía nam, Haql là thành phố lớn nhất Ả Rập Xê Út trên vịnh. Sinai, Sharm el-Sheikh, Dahab là các trung tâm lớn.
Thành phố Aqaba là thành phố lớn nhất bên vịnh. Vịnh Aqaba, giống như các vùng nước ven biển của Biển Đỏ, là một trong những địa điểm hàng đầu thế giới cho môn lặn. Khu vực này là đặc biệt phong phú về đa dạng sinh học biển, san hô và các và chứa một số lượng xác tàu đắm dưới nước, một số tai nạn đắm tàu, những chiếc tàu khác cố tình bị đánh chìm trong một nỗ lực để cung cấp một môi trường sống cho sinh vật biển và thúc đẩy ngành du lịch lặn biển của địa phương.